# Ото фон Аменслебен-Хилерслебен
Ото фон Аменслебен-Хилерслебен (на немски: Otto I. Graf von Ammensleben-Hillersleben; между † 15 януари 1152 и 1 август 1154) е граф на Хилерслебен и Аменслебен (днес в Нидере Бьорде), фогт на манастир (днес част от Вестхайде и фогт на манастир Аменслебен. Аменслебен се намира на ок. 10 километра северно от Магдебург в днешна Саксония-Анхалт в Германия.
Той е вторият син граф Мило фон Аменслебен († 1126) и съпругата му Луитбирг фон Хилерслебен-Айлсторф-Айзлебен († сл. 1109), дъщеря на граф Ото фон Хилерслебен и Алдесиндис фон Айлсдорф.
Брат е на Херман фон Хилерслебен († пр. 1135), фогт и граф на Аменслебен, Дитрих III фон Аменслебен († 1154 в Рим), каноник в Магдебург (1128/1135/1148) и на Бия фон Аменслебен (* ок. 1121; † сл. 1348), омъжена за граф Бурхард фон Конрадсбург-Фалкенщайн († сл. 1155). Племенник е на Конрад фон Кверфурт († 1142) архиепископ на Магдебург (1134 – 1142), и Зигфрид фон Кверфурт († ок. 1150), епископ на Вюрцбург.
Фамилията създава фамилния манастир в Аменслебен, където е гробницата на „графовете фон Хилерслебен-Аменслебен“.
Ото е фогт на манастир Хилерслебен. След смъртта на брат му Херман той става също граф на Аменслебен. През 1135 г. той става фогт на манастир Аменслебен. Той е погребан в Аменслебен.

## Фамилия
Ото фон Аменслебен-Хилерслебен се жени за Берта († сл. 1129). Те имат две дъщери:
- Берта фон Аменслебен († 1184), омъжена I. пр. 18 октомври 1151 г. за граф Дитрих фон Вихмансдорф-Халденлебен († сл. 1160/сл. 1174), II. пр. 18 октомври 1153 г. за граф Берингер II фон Клетенберг-Лора и Щайн (* пр. 1162; † 1190/1197)
- Кунигунда фон Аменслебен († сл. 1153), омъжена пр. 29 ноември 1140 г. за граф Хойер III фон Мансфелд († 3 август 1157), син на граф Хойер II фон Мансфелд († 1115)